# Durata
In generale, la durata è un intervallo di tempo lungo il quale si sviluppa, dall'inizio alla fine, un fatto, un fenomeno o un'esistenza. La nozione di durata è strettamente legata a quella di tempo: proprio la diversa interpretazione del rapporto tra tempo e durata dà conto dei diversi significati attribuiti alla durata.
La più antica definizione di durata è stata offerta da Aristotele (IV secolo a.C.), che la intese come il lasso di tempo occupato da qualcosa nella sua esistenza, il suo ciclo vitale. Plotino (III secolo d.C.) e Agostino (IV-V secolo a.C.) proseguirono questa impostazione. È solo con Cartesio (1596-1650) che si distingue tra durata e tempo: il tempo è la misura della durata di oggetti e fenomeni.
Baruch Spinoza (1632-1677) concepì la durata come attributo dei modi finiti della sostanza nel loro concreto divenire: il tempo è la misura della durata. La scienza dei secoli XVI e XVII, al contrario, concepì il tempo come entità assoluta e vi collocò gli eventi. Il positivismo, nel XIX secolo, fece propria questa interpretazione della durata. Vi si oppose il filosofo francese Henri Bergson (1859-1941), il quale elaborò il concetto di durata reale o pura ed escluse che si potesse distinguere tra istanti nel tempo, se non ricorrendo all'astrazione della scienza. Sulla scorta di Bergson, il termine passò alla critica letteraria francese, che lo utilizzò per riferirsi al tempo interiore di una narrazione o di un personaggio. Analoga a quella bergsoniana fu la concezione della durata del filosofo inglese Alfred North Whitehead (1861-1947), che concepì il tempo come una mera astrazione.